# H. Lundbeck
H. Lundbeck A/S – duńska firma farmaceutyczna założona w 1915 roku przez Hansa Lundbecka, z siedzibą główną w Kopenhadze. 
Początkowo zajmowała się sprzedażą artykułów przemysłowych i spożywczych wyłącznie na rynku duńskim. Z biegiem lat profil firmy ukierunkowywał się na wytwarzanie i sprzedaż preparatów farmaceutycznych i kosmetyków. H. Lundbeck wprowadził do lecznictwa światowego wiele preparatów, między innymi antybiotyk neomycynę, leki przeciwpsychotyczne chloroprotyksen, klopentyksol, zuklopentyksol, sertindol, leki przeciwdepresyjne citalopram, escitalopram. Z początkiem lat 60. XX wieku rozpoczął specjalizację wyłącznie w kierunku preparatów farmaceutycznych wpływających na ośrodkowy układ nerwowy. 
W 2018 roku firma miała oddziały w 56 krajach.